# Federacja Związków Zawodowych Ukrainy
Federacja Związków Zawodowych Ukrainy (ukr. Федерація профспілок України, FPU) – największa w Ukrainie centrala związkowa. W 2024 w FPU zrzeszonych było 47 krajowych związków zawodowych i 27 regionalnych związków zawodowych.
FPU należy do Międzynarodowej Konfederacji Związków Zawodowych.

## Historia
Po ogłoszeniu niepodległości Ukrainy 6 października 1990 utworzono Federację Niezależnych Związków Zawodowych Ukrainy (ukr. Федерацію незалежних профспілок України) , która stała się prawnym następcą Ukraińskiej Republikańskiej Rady Związków Zawodowych. Deklarację o powstaniu Federacji podpisało 25 ogólnokrajowych branżowych związków zawodowych i 24 regionalnych związków zawodowych.
W listopadzie 1992 na II (nadzwyczajnym) Zjeździe Federacja Niezależnych Związków Zawodowych Ukrainy została przemianowana na obecną Federację Związków Zawodowych Ukrainy.

## Cel działalności
Celem działalności FPU jest koordynacja działań i ujednolicenie działań organizacji członkowskich mających na celu ochronę praw pracowniczych, praw społeczno-gospodarczych i gwarancji pracowników, reprezentowanie ich interesów przed władzami, innymi instytucjami i organizacjami państwowymi, samorządami lokalnymi organom administracji rządowej, w stosunkach z pracodawcami, ich organizacjami i stowarzyszeniami, a także z innymi organizacjami i stowarzyszeniami publicznymi.